# Samhain
El Samhain (pronunciat /s'amhajn/) era una festivitat celta celebrada entre el 31 d'octubre i l'1 de novembre. Segons el folklore i la mitologia celta irlandesa i gallega, marcava l'inici de la meitat «fosca» de l'any celta (per als celtes, l'any estava format per dos temps: el temps fosc i el temps clar). És a dir, indicava l'arribada dels mesos d'hivern.
Alhora, també era l'any nou del calendari celta. Per tant, es tractava d'unes dates de transició (el pas d'un any al següent). Aquesta liminalitat provocava, d'acord amb la mitologia, l'obertura del «vel» que separava aquest món de l'altre món. Així doncs, es permetia el contacte amb els éssers sobrenaturals de l'altre món i la visita dels avantpassats. Això enllaça amb la festivitat de Tots Sants o la Castanyada, anomenada Halloween en els països anglosaxons.
Aquesta festa és esmentada en nombrosos relats èpics irlandesos i gallecs. A més, es troba a la Gàl·lia amb el nom de Samonios, en particular en una menció del Calendari de Coligny, que la col·loca al mes que correspon aproximadament a novembre.
Actualment, el Samhain és reapropiat i reivindicat per diferents corrents neopagans com ara la Wicca i el druïdisme. S'estableix com una de les principals festivitats del seu calendari litúrgic anomenat Roda de l'Any. A partir del que hom creu saber sobre Samhain, se'l concep com a l'any nou d'aquest calendari, així com un temps per al record dels avantpassats, coincidint amb la fi de les collites. A més, es considera una data tradicionalment destinada a realitzar presagis i endevinacions, i favorable per a deixar ofrenes i obsequis per a les ànimes dels morts. És una data considerada tradicionalment excel·lent per a realitzar presagis i endevinacions, i on deixen ofrenes als llindars i obsequis per a les ànimes dels morts.
Hi ha una teoria que argumenta que es tracta de l'arrel celta de Tots Sants i Halloween. Un dels elements que es creuen que perduren de Samhain és l'ús de les carabasses tallades amb cares i il·luminades amb espelmes (a partir del personatge fictici Jack-o'-lantern).
A Galícia perdura amb el nom de Samaín (Samaim en gallec reintegrat i portuguès).

## Etimologia
El mot Samhain és gaèlic. El mes de novembre és precisament anomenat així en irlandès modern, escocès i manx. L'any 1907, Whitley Stokes va suggerir una etimologia del protocelta samani ('assemblea'), cognat del sànscrit sámana, i del gòtic samana. Hi ha autors que consideren que prové del celta semo- ('estiu') i -in ('fi'); però aquesta teoria ha estat qüestionada ja que, per als celtes, la fi de l'estiu era al mes de juliol i no al novembre.

## El calendari festiu
Els monjos irlandesos que han deixat per escrit els costums celtes, a partir del segle viii, precisen que el dia de Samhain és l'1 de novembre. La festa en si mateixa dura una setmana sencera, ja que comença tres dies abans i acaba tres dies després. Per als celtes, aquest període és un parèntesi de l'any: el pas del temps clar al temps fosc que marca una ruptura a la vida quotidiana, ja que acaben les conquestes pels soldats i els treballs agraris pels agricultors.

## La festa religiosa
Es tracta també, però, d'una festa religiosa. Era una festa obligatòria per tota la societat celta, i comportava ritus druídics, assemblees, borratxeres i banquets rituals; el seu caràcter religiós recau sobre l'autoritat de la classe sacerdotal dels druides i a la presidència del rei. Així i tot, segons la ideologia tripartida dels indoeuropeus definida per Georges Dumézil, les tres classes de la societat celtes queden associades a les cerimònies. Aquestes assemblees religioses i socials van anar desapareixent progressivament amb la cristianització, i amb la fi de recuperar la popularització d'aquesta festa després de l'evangelització d'Irlanda al segle viii, els religiosos catòlics van instaurar la festa de Tots Sants i, l'endemà, el dia dels Difunts.
Aquesta festa ha derivat en l'actualitat en el que coneixem com a Halloween, provinent de la frase en anglès All hallow’s Eve, ja que té origen a les illes Britàniques (per tant, el país originari dels celtes) però sense cap referència a la mitologia celta.